# Шупляк Олег Ілліч
Олег Ілліч Шупляк (нар. 23 вересня 1967, с. Біще, нині Україна) — український художник, педагог. Член Національної спілки художників України (2000). Заслужений художник України (2017). Син Ніни Шупляк, батько Віталія Шупляка.

## Життєпис
Олег Шупляк народився 23 вересня 1967 року в селі Біще Бережанського району Тернопільської області України.
Закінчив архітектурний факультет Львівського політехнічного інституту (1991, нині національний університет «Львівська політехніка»). Працював викладачем рисунку та живопису Бережанської дитячої художнього школи (2000—2013).
Одружений, дружина Галина, син Віталій, донька Мар'яна.

## Творчість
Працює у різних ділянках живопису. Широку популярність у світі здобула його серія «Двовзори» (авторська назва картин-ілюзій з подвійним змістом).
Також є відомими його серії "Український космос", "Рідна земля", "Польоти над полями".
Є  учасником  численних колективних та персональних виставок. Першу персональну виставку організував у 1991 р. у Бережанському краєзнавчому музеї. Від 1990 р. —  більше трьох десятків персональних виставок в Україні та за кордоном. Роботи знаходяться у колекціях Національного музею Тараса Шевченка у Києві, Міністерства культури України, Шевченківського національного заповідника (Канів), Наукового центру Онтаріо (Канада), а також у приватних колекціях багатьох країн світу. Роботами  автора проілюстровано багато українських підручників .
Основні персональні виставки відбулися у: Парижі (Франція, 2019), Мадриді (2019), Бангкоку, центр BACC (2018, Таїланд), Мафрі та Лісабоні (2018, Португалія), Барселоні (2017), Новому Саді (2017, Сербія), Познані та Ключборку (2015—2016, Польща), Будапешті, Удіне та Барселоні (2015—2016, Іспанія), Вайле (2013, Данія), С. Петербурзі (2013), Києві (2012), Ноттінгемі та Дербі (1994, Англія); також понад 20 персональних виставок у містах України. З 2023 року постійно діючї виставки у Бережанському замку та у галереї "DeJa Vu Museum" (Берлін).

## Відзнаки
- Автор поштової марки  «Місто Героїв. Маріуполь» (2025). [3]
- Автор пам'ятної монети "Народжений в Україні" номіналом 5 гривень. НБУ
- Автор марки «Вічна памʼять», яка отримала звання «Найкращої поштової марки України 2023 року» Укрпошта
- Автор монети номіналом 5 гривень "30-річчя незалежності України" (2021), яка стала кращою монетою світу 2023 у міжнародному конкурсі "Coin of the Year" 5,
- Переможець (перше місце) Всеукраїнського відкритого конкурсу на кращий ескіз логотипу з відзначення 200-річчя від дня народження Тараса Шевченка (2013),
- Тернопільська обласна премія ім. Михайла Бойчука за вагомий внесок у розвиток образотворчого мистецтва (2014),
- «Почесний громадянин міста Бережани» (2016)[4],
- Лауреат конкурсу «Людина року-2023» (Тернопільщина)[5],
- Відзнака Президента України — ювілейна медаль «25 років незалежності України» (2016)[6],
- Всеукраїнська премія імені братів Лепких (2018),
- Заслужений художник України (2017)[7].